# 자전거 타이어

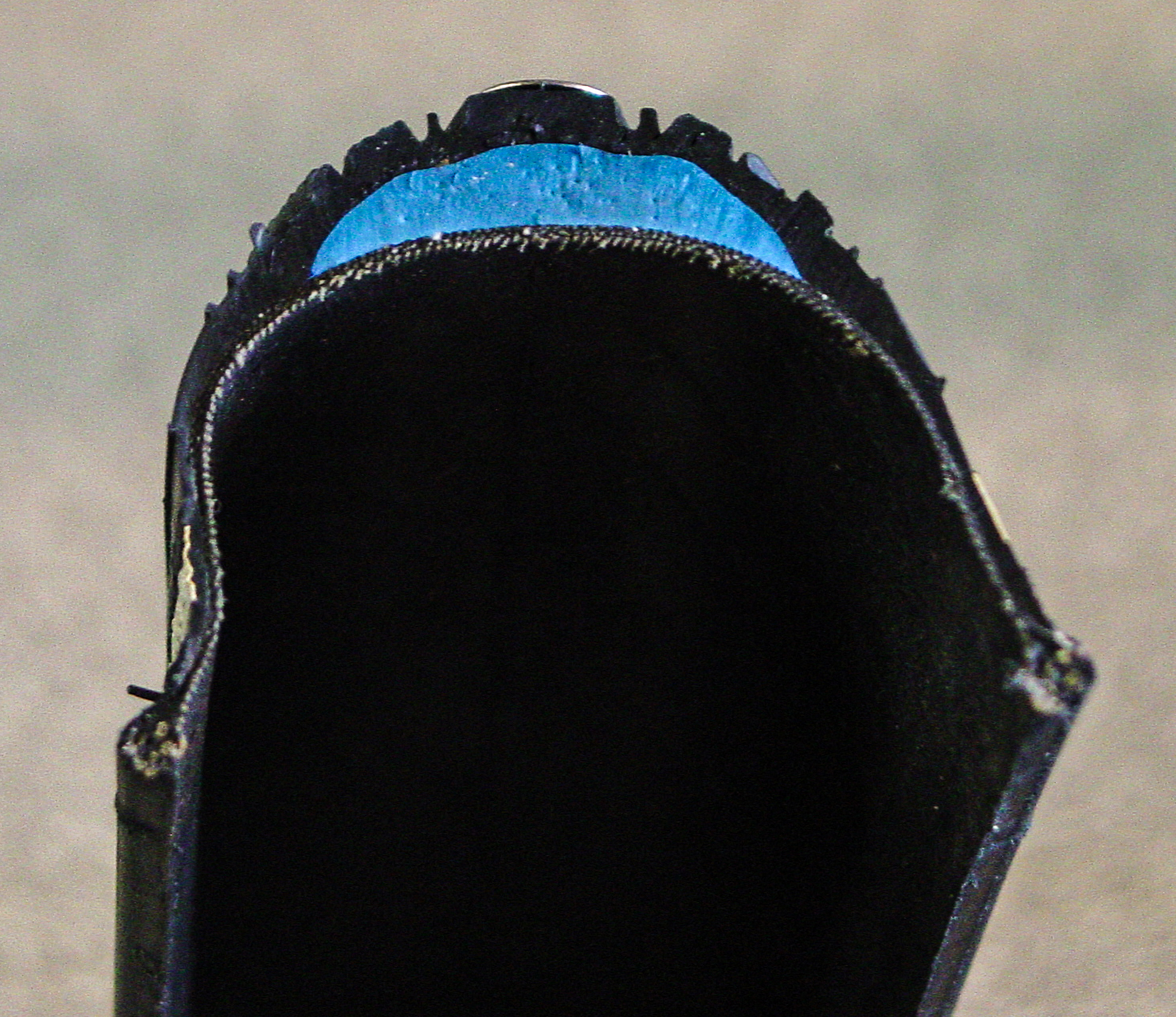
틀과 트레드 사이에 구멍 방지층이 붙은 클린처 타이어 단면

자전거 타이어는 자전거, 손수레, 휠체어 등의 바퀴에 쓰는 타이어이다.
자전거 타이어는 자전거가 땅에 닿는 유일한 부분으로, 땅에 닿는 충격을 줄이고 자전거가 앞으로 나갈 수 있게 하는 힘을 전달한다.
현대에 쓰는 자전거 타이어는 다음과 같이 구분한다.
- 테에 결합하는 방식: 클린처, 튜불러 방식
- 공기 주입 유무: 튜브식, 튜브리스식, 채움식
- 접지부 형태: 매끈한 것, 울퉁불퉁한 것

## 역사

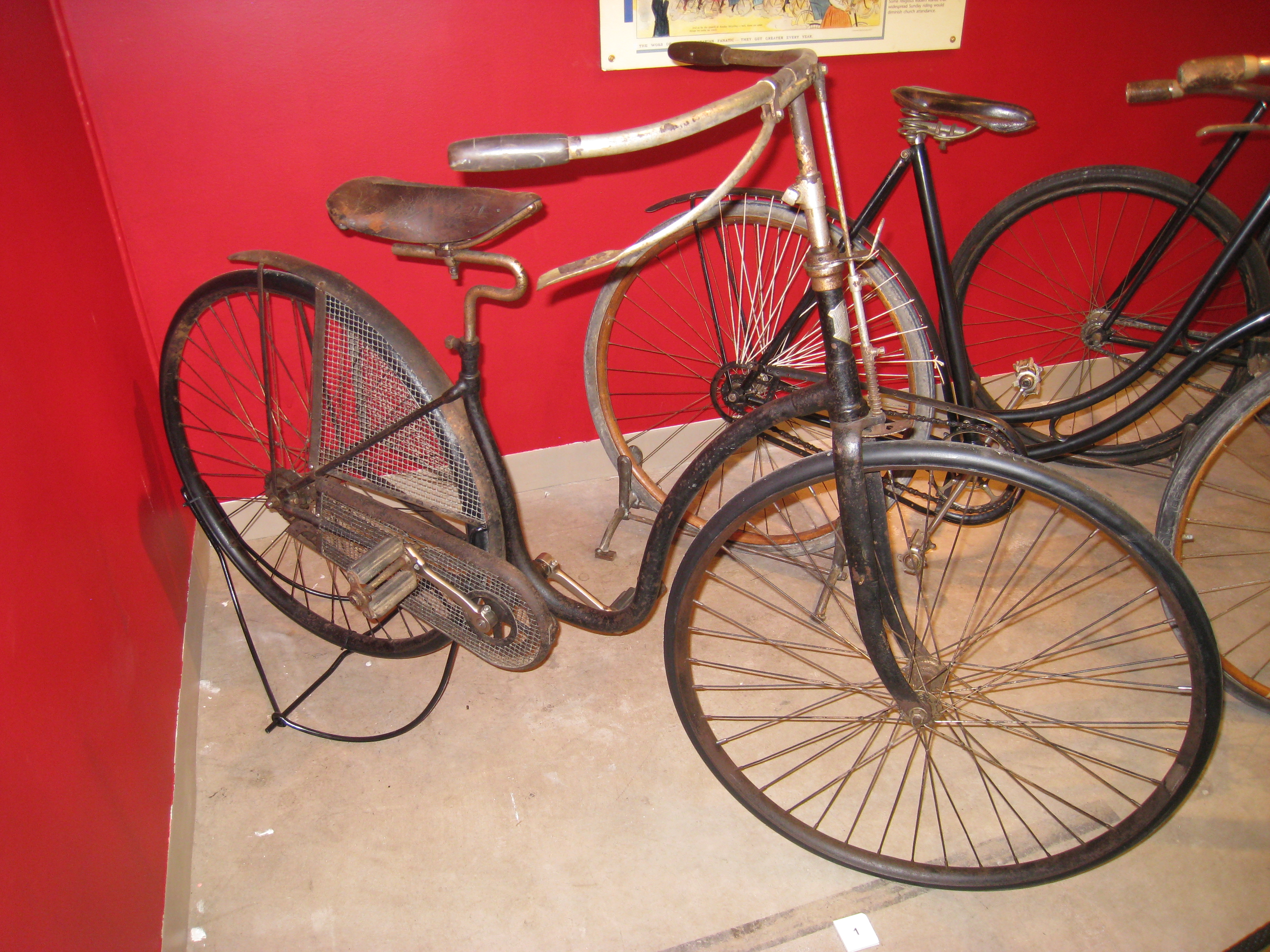
1891년 여성 집배원 용 안전 자전거 - 통고무 타이어를 달고 있다

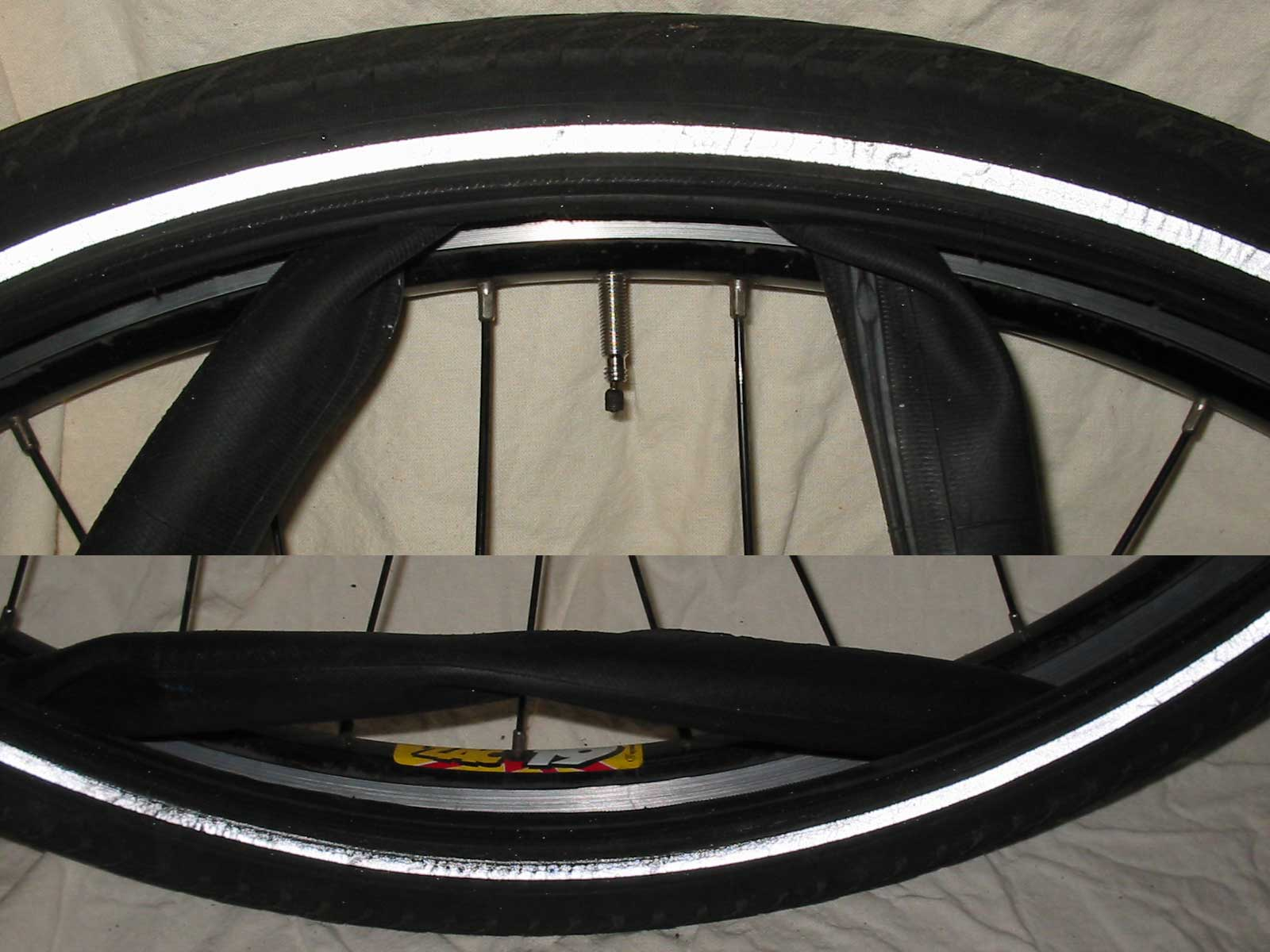
테와 클린처 타이어 사이에 나와있는 튜브

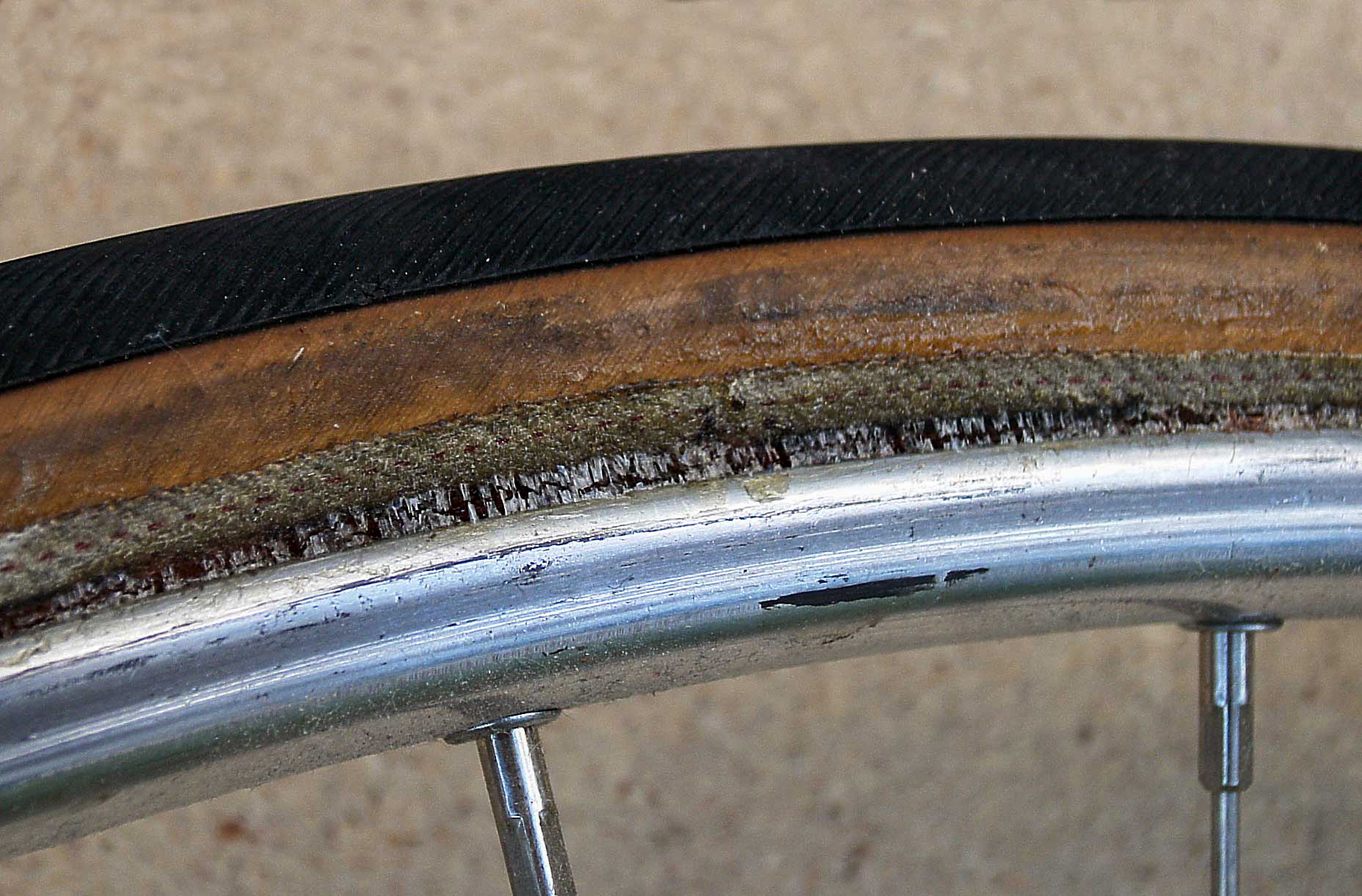
접착제로 테에 붙여둔 튜불러 타이어

클린처 단면도 1: 테, 2: 테 테이프, 3: 테 제동기가 닿는 면, 4: 속선, 5: 속 튜브, 6: 외피, 7: 홈

첫 자전거 타이어는 초기 자전거인 빌라서피드 바퀴에 달린 철판이였다. 이후 페니파딩에 통고무 타이어가 쓰이기 시작했고, 탄력을 주기 위해 속을 비워 보기도 했다.
첫 실용적인 공기 주입식 타이어는 1887년 스코틀랜드의 존 보이드 던롭이 자기 아들 자전거에 달아주려고 만들었는데, 울퉁불퉁한 길을 달리던 아들이 두통을 앓았기 때문이였다.
던롭은 “마모에 저항하고 탄력성을 유지하면서 찢어지지 않는 타이어”로 특허를 받아, 1889년 던롭 공기압축 타이어 주식회사를 세웠다. 1890년에는 두꺼운 캔버스 천을 고무에 덧대어 구멍나는 것을 줄여, 자전거는 더욱 빨리 달릴 수 있게 되었다.
드디어 1891년에는 에듀워드 미세린이 탈착식 타이어를 선보였다. 이제 아교 대신 조임틀로 테에 붙일 수 있게 되었으며, 속에 있는 튜브를 바꾸거나 구멍을 때울 때에도 쉽게 떼어 낼 수 있게 되었다.

## 종류
자전거 타이어를 바퀴테에 결합하는 방식에 따라 두가지로 나뉜다.

### 클린처
대부분 자전거 타이어와 바퀴테는 클린처 방식이다. 클린처(clincher)는 구부려 박는다는 뜻으로, 이 타이어에는 테의 플랜지에 걸리도록 철심이나 케블러 섬유 돌기가 있다. 안에 있는 튜브에 공기를 넣으면 타이어의 형태를 유지시켜 주고, 더욱 확실히 서로 물릴 수 있도록 만든다. 이 구조는 튜브에 구멍이 나더라도 쉽게 바꿀 수 있다.
ISO 5775 표준에서 자전거테를 다음과 같이 규정하고 있다.

### WO
철계(鐵系)식(영어: Wired Edge On 와이어드 엣찌 온[*])이라 부르며, 세계 공통 형식으로 타이어 양 귀퉁이에 철사가 들어있어 공기를 주입하여 테에 장착한다. 공기가 빠지면 테에서 빠지는 구조로 중량 운반에는 부적합하나 가볍다. 경량차를 비롯한 이륜차에 많이 쓴다, 자동차 타이어도 같은 구조다.
1. 직선형(영어: Straight-side 스트레이트 사이드[*]) (SS) 바퀴테
2. 고리형(영어: Crochet-type 크로셰[*]) (C) 바퀴테

전통적으로 클린처 테는 직선형이였다. 1970년대에는 타이어가 걸리는 속선(bead)을 잡아주는 여러 가지 모양의 고리(크로셰)가 개발되어 높은 압력(80-150psi)을 견딜 수 있도록 했다.

### HE
훅트 에지식(Hooked Edge)

### BE
인괘(引掛)식(Beaded Edge) - 걸림 속선(hooked bead) 테에 장착하는 타이어로, 타이어 양 귀퉁이에 3각 고무가 삽입되어 있어 이것을 테에 걸어 타이어를 고정하는 구조다.
공기가 빠져도 타이어가 빠지지 않으나 무겁고 탄성이 부족하다. 리어카, 실용차, 아동용차 등에 쓰인다.
1. 훅트비드(Hooked-bead) (HB) 바퀴테

### 튜블러
관형(튜블러tubular) 혹은 매듭형(소우업, sew up)은 속에 튜브가 바느질 되어있는 토러스 모양으로 생긴 타이어를 테에 접착제로 붙이는 방식으로, 테 단면 가운데가 움푹 들어가 플랜지 대신 타이어 돌기 부분이 들어가서 결합되도록 되어 있다.
경주 자전거, 도로 자전거, 트랙 자전거에 쓰이며 무척 가볍다.

## 공기

### 원형 타이어
타이어 안에 분리되는 튜브를 넣어 공기층을 만드는 방식으로 튜브는 부틸고무나 라텍스로 만들어져 있다.

### 튜브리스
튜브리스(non-pneumatic)는 튜브가 없는 방식으로 낮은 공기압에도 구멍이 나지 않아 주로 산악자전거에 쓰인다.

### 충전식
공기 타이어가 개발되기 전에 쓰인 방식으로 폴리우레탄 통고무로 절대 구멍이 나지 않는다.

## 같이 보기
- ISO 5775
- 공기 주입구